# 宇連山
宇連山（うれさん）は、愛知県新城市鳳来地区にある山である。山名の「うれ」とは「どんづまり」「末端」の意であり、現在は宇連ダムが宇連川をせき止めてできた鳳来湖に沈む山奥の集落「宇連」の裏山だった。
標高は929.7 mで、新城市の最高峰にあたる。奥三河名山八選の1つ。
愛知県民の森に登り口がある。西山腹に東海自然歩道が通る。